# Terza persona (narrativa)
La narrazione in terza persona è una tecnica narrativa con la quale la vicenda è narrata da una persona diversa dai protagonisti della storia.
Quello in terza persona è uno dei tre possibili modi di scrivere una narrazione. L'altra tecnica principale è quella in prima persona, in cui la voce del narratore coincide con quella del protagonista che si esprime in prima persona singolare o plurale. Più raramente si riscontra anche la narrazione in seconda persona, in cui il protagonista è ricordato e nominato con i pronomi tu o voi. Il narratore in terza persona può essere onnisciente o limitato.

## Narrazione in terza persona con punto di vista onnisciente
In questa tecnica narrativa, il narratore conosce ogni aspetto della storia, e la svela mano a mano al lettore. Un tipico esempio di questo tipo di narrazione sono I promessi sposi di Alessandro Manzoni.

## Narrazione in terza persona con punto di vista limitato
Quando il narratore è limitato, descrive gli eventi in terza persona ma come fossero visti dagli occhi di un solo personaggio (per questo "limitato"), solitamente il protagonista. La narrazione include i pensieri e le sensazioni del solo protagonista, mentre gli altri personaggi vengono descritti solo esternamente: i pensieri e le emozioni di altri personaggi possono eventualmente essere resi con monologhi o riflessioni ad alta voce a cui il narratore assiste. Dal momento che il lettore viene a conoscenza degli eventi attraverso le percezioni del protagonista, tutto ciò che quest'ultimo non percepisce viene escluso dalla narrazione.
Il punto di vista in terza persona imita la vita reale: non possiamo sapere cosa pensa un'altra persona, ma possiamo dedurlo basandoci sulle sue parole, sul comportamento e sul linguaggio del corpo.
Il narratore con punto di vista limitato usa pronomi come lui, lei, loro quando si riferisce ai protagonisti o agli altri personaggi.

### Narrazione in terza persona con punto di vista limitato soggettivo
Viene utilizzata una prospettiva strettamente personale, come se la storia fosse narrata dal personaggio, che registra e interpreta gli eventi dal suo punto di vista.
Questa tecnica, una delle più usate in letteratura, è simile alla narrazione in prima persona in quanto espone la personalità del protagonista, tuttavia mantiene la forma grammaticale della terza persona.

### Narrazione in terza persona con punto di vista limitato oggettivo
Questa forma narrativa è molto obiettiva, racconta quello che sta accadendo senza filtrarlo con la personalità del protagonista, usando solo i suoi occhi e le sue orecchie per venire a conoscenza dei fatti.
È una tecnica usata dai giornalisti per scrivere gli articoli: vengono riferiti solo i fatti da una prospettiva prefissata.
Il narratore onnisciente è incorporeo ed invisibile, non prende parte all'azione e non ha una forma fisica né all'interno né al di fuori della storia. Essendo però onnisciente, conosce i pensieri dei personaggi e tutti gli eventi, passati, presenti e futuri, anche quelli di cui nessun personaggio è al corrente. La storia può focalizzarsi su qualsiasi personaggio in qualsiasi momento o anche su eventi in cui non compare alcun personaggio. Solitamente il narratore onnisciente è il più affidabile, anche se può offrire giudizi ed opinioni sul comportamento dei personaggi. Quest'abitudine era comune nel diciannovesimo secolo, come si può vedere nelle opere di Jane Austen, Lev Tolstoj o George Eliot. Alcuni esempi moderni sono invece Lemony Snicket, Philip Pullman e J. K. Rowling.